# Parafia św. Michała Archanioła w Starym Przylepie
Parafia pw. św. Michała Archanioła w Starym Przylepie – parafia rzymskokatolicka, należąca do dekanatu Pyrzyce, archidiecezji szczecińsko-kamieńskiej, metropolii szczecińsko-kamieńskiej. W parafii posługują księża diecezjalni. Według stanu na wrzesień 2018 proboszczem parafii był ks. Robert Gnych.

## Miejsca święte

### Kościół parafialny
Kościół św. Michała Archanioła w Starym Przylepie

### Kościoły filialne i kaplice
- Kościół Najświętszej Maryi Panny Łaskawej w Obrytej[1]
- Kościół św. Józefa w Wierzbnie[1]
- Kościół św. Jana Chrzciciela w Zaborsku[1]